# District métropolitain de Tema
Le district métropolitain de Tema  (Tema Metropolitan District, en Anglais) est l’un des 10 districts de la Région du Grand Accra au Ghana.

## Villes et villages du district
| - Tema Newtown - Tema Community one - Adenta East - lashibi - Tema Community Two Sakumono - Tema Community Five - Tema Community Four | - Tema Community Seven - Ashaley Botwe - Kpone - Tema Community Eight - Tema community Nine - Kakasunanka II | - Tema community Three - Ogbojo - Tema Community Six - Tema Community Eleven - Bethelehem |

## Sources
- (en)
- (en) Site de Ghanadistricts